# Милчо Левиев
Милчо Исаков Левиев е български джаз музикант, композитор, аранжор и пианист, работил през голяма част от живота си в Съединените щати. Брат е на художника Йоан Левиев.

## Биография
Милчо Левиев е роден на 19 декември 1937 г. в Пловдив в еврейско семейство. Първа негова учителка е Пенка Кръстева-Петрова. Завършва Държавната консерватория през 1960 г. Негови професори са Панчо Владигеров и Андрей Стоянов. Кариерата си започва в Пловдивския драматичен театър. Назначен е за диригент на Биг бенда на Българското национално радио от 1962 до 1966. От 1963 до 1968 г. работи като солист и диригент на Пловдивската и Софийската филхармония.
По идея на Радой Ралин създава групата „Джаз Фокус'65“, с която гастролира в страната и чужбина до 1970 г. при голям успех. Едно от най-известните му произведения за този период е аранжиментът за флейта и Биг Бенд на песента на Пол Маккартни „Вчера“ (Yesterday). Пише и филмова музика.
През 1970 г. по покана на Дон Елис напуска България и заминава за Лос Анжелис. Остава с него до 1977 г. В началото на 1980 г. се завръща за кратко в страната и изнася поредица от концерти. Бил е на многобройни турнета из Европа и САЩ. Преподава в Южнокалифорнийския университет (University of Southern California) и майсторски клас в Нов български университет.
Умира на 12 октомври 2019 г. в Солун. Тленните му останки са кремирани. Прахът му е разпръснат над Пловдив, Лос Анджелис и Солун.

## Творчество
Автор е на симфонии и камерна музика.

## Награди и отличия
- През 1997 г. е удостоен с орден „Стара планина“ „за извънредно големите му заслуги към Република България в областта на музикалното изкуство и по случай 60 години от рождението му“[3]
- През 1999 г. е удостоен с титлата Почетен доктор на Нов български университет „за заслуги към съвременните интерпретации в джаза и за принос към департамент „Музикално-сценични изкуства“ на НБУ“.[4]
- През 2007 г. е удостоен с орден „Св. св. Кирил и Методий“ – огърлие, „за особено значимите му заслуги за развитието на културата и изкуството и по повод 70 години от рождението му“.[5]

## Композиции
Симфоничен оркестър
- Вариации върху тема от Корели за пиано и симфоничен оркестър (1955);
- Концерт за джаз-комбо и оркестър (1965);
- A Little Old Time Music (1959);
- „Музика“ за биг бенд и симфоничен оркестър (1966);
- „Балкански каубой“, сюита за симфо-поп оркестър (1969);
- „Пробният камък на Исак“ за пиано и симфоничен оркестър (1975);
- „Симфо-джаз скици“ за джаз-комбо и симфоничен оркестър (1982);
- „Соната“, оркестрова версия на Соната за цигулка и пиано;
- Рапсодия „Орфей“ за пиано и симфоничен оркестър (1988);
- „Зелената къща“, джаз кантата (1988).

Камерна музика
- Соната за цигулка и пиано (1957);
- 11 инвенции за инструменти или гласове (1978).

Клавирна музика
- „Токатина“ (1959);
- „Блус в 9“ (1963),
- „Делнично утро“ (1965);
- „Отклонение“ (1967),
- „Един детски ден“, сюита (авт. вариант за духов квинтет и стр. квартет (1976);
- Вариации за две пиана по тема на Корели (1956/1982);
- „Етюд на басов ключ“ (1984);
- „Братя“ (1994).

Музика към филми
- „Горещо пладне“, реж. Зако Хеския (1965);
- „Мъже“, реж. Васил Мирчев (1966);
- „Отклонение“, реж. Гриша Островски, Тодор Стоянов (1967) (Златен медал и награда на ФИПРЕСИ, Москва, 1967);
- „Опасен полет“, реж. Димитър Петров (1968);
- „Малки тайни“, реж. Волфганг Щауте (1968);
- „Иконостасът“, реж. Христо Христов, Тодор Динов (1969);
- „Един снимачен ден“, реж. Борислав Шаралиев (тв, 1968);
- „Осмият“, реж. Зако Хеския (1969);
- „Понеделник сутрин“, реж. Ирина Акташева, Христо Писков (1966/1968);
- „Chickpeas“, реж. Nigol Bezjian (USA) (1992);
- „Писмо до Америка“, реж. Иглика Трифонова (2001);
- „Electric Heart: Don Ellis“, реж. John Vizzusi (USA) (2007).

## Участия
- „Пловдивски джаз вечери“, Пловдив – 2014 г.[6]